# Albert (Supermarkt)

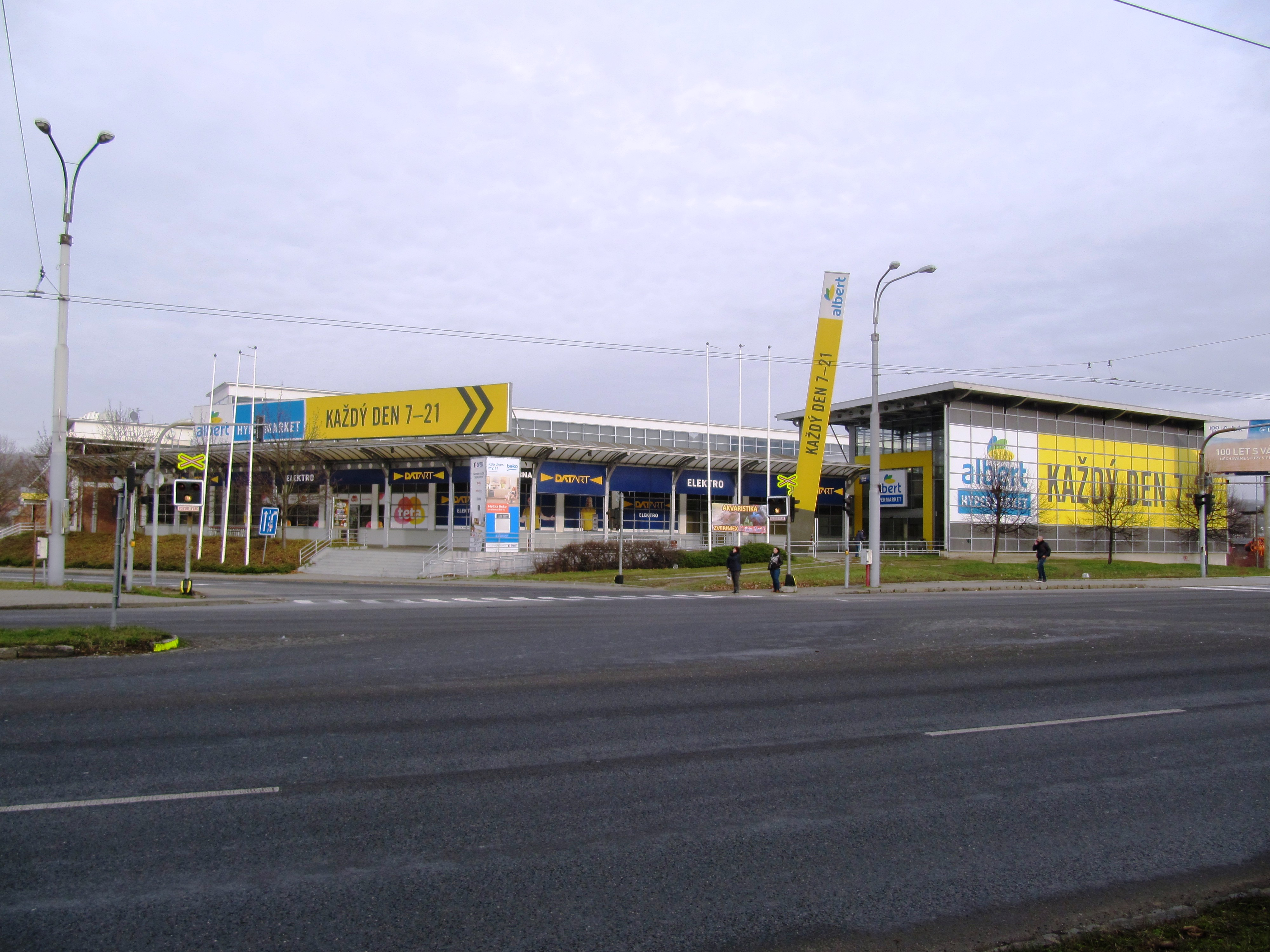
Albert-Filiale in Zlin

Albert (offiziell Albert Česká republika, s.r.o., eigene Schreibweise albert) ist eine tschechische Supermarktkette mit Hauptsitz in Prag, die zur Ahold Delhaize Group gehört.

## Geschichte
Das Unternehmen (damals unter dem Namen Euronova a.s.) existierte bereits in der Tschechoslowakei seit 1990. Seine erste Filiale eröffnete 1991 unter dem Namen Mana. Diese Filiale in Jihlava war der erste Supermarkt der gesamten Tschechoslowakei.
2005 übernahm Ahold 56 tschechische Filialen von der österreichischen Supermarktkette Julius Meinl, die sich aus dem tschechischen Markt zurückzog. 2009 wurden alle Hypernova-Märkte, die ebenfalls zu Ahold gehören, in Albert Hypermarket umbenannt.
Im März 2014 kaufte das Unternehmen 35 SB-Warenhäuser und 14 Supermärkte von Spar für mehr als 5,2 Milliarden tschechische Kronen. Dadurch wurde Albert die größte Supermarktkette Tschechiens, mit ca. 330 Filialen.